# Georg August Spangenberg (Jurist)
Georg August Spangenberg (* 4. Dezember 1738 in Göttingen; † 4. März 1806) war ein deutscher Rechtswissenschaftler und Hochschullehrer.

## Leben
Spangenberg war Sohn des Göttinger Syndikus und Titularbürgermeisters Ernst August Spangenberg und studierte an der Universität Göttingen Philosophie und Rechtswissenschaften. Nach Abschluss seines Studiums begleitete er von 1761 bis 1766 als Hofmeister mit dem Titel eines gräflich Stolbergschen Rates zwei junge Grafen Stolberg–Stolberg auf ihrer Grand Tour und auf auswärtige Hochschulen.
1771 wurde er in Göttingen außerordentlicher, 1784 ordentlicher Professor der Rechte. Er las Institutionen, Pandekten und römisches Staats- und Privatrecht.
Spangenberg war verheiratet mit der Lyrikerin Dorothea Katharina Elisabeth Wehrs (Pseudonym Aemilia oder Dorothea Wehrs, * 10. Februar 1756, † 18. Juni 1808), die zum Kreis des Göttinger Hainbunds gehörte. Die beiden hatten zehn Kinder, darunter die Söhne Ernst Peter Johann Spangenberg und Johann Georg Spangenberg.

## Schriften
- gemeinsam mit Dorothea Eleonora Lucia Spangenberg: An ihren Bruder Peter Ludolph Spangenberg, als Er die höchste Würde in der Arzneygelehrsamkeit erhielt, 1764[1]

- Morgengabe. Göttingen 1767
- Commentatio de muliere ob testium solemnitatem testimonii ferendi. Göttingen 1770
- Codicis repetitae praelectionis 1. etc. Göttingen 1776

Außerdem gab er nach dem Tod von Georg Christian Gebauer dessen Corpus juris civilis etc. heraus (Göttingen 1776).